# St. Ottilia (Salzdorf)

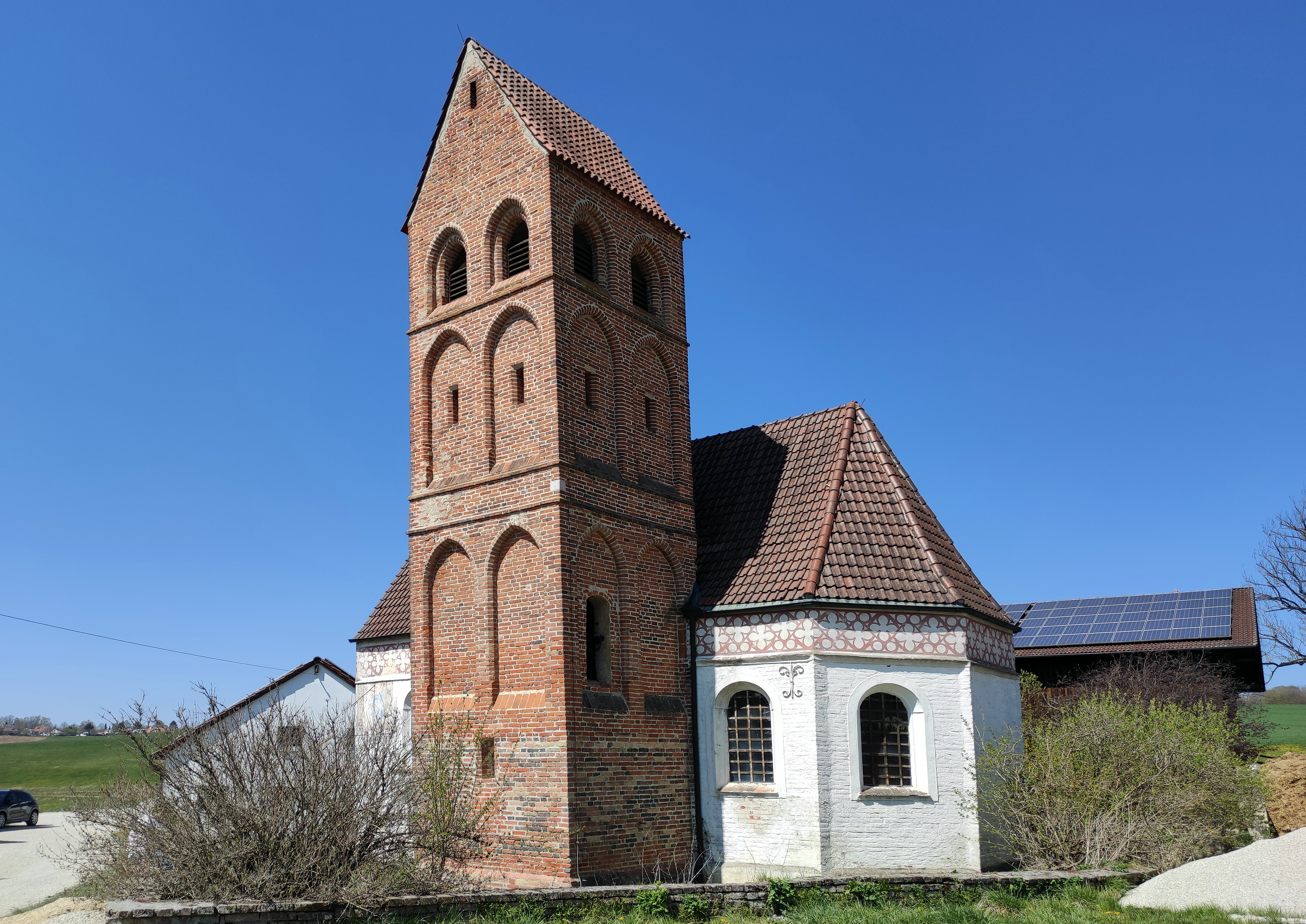
Außenansicht der Filialkirche St. Ottilia

Die römisch-katholische Filialkirche St. Ottilia (auch: St. Ottilie) im Ortsteil Salzdorf der Stadt Landshut in Bayern ist eine spätgotische Saalkirche, die der Landshuter Bauhütte zugeschrieben wird. Das Kirchlein im sogenannten Salzdorfer Tal südlich der Stadt Landshut gehört seit 1862 zur Pfarrei Heilig Blut in Landshut-Berg. Sie ist der heiligen Ottilia (Gedenktag: 13. Dezember) geweiht und als Baudenkmal mit der Nummer D-2-61-000-603 beim Bayerischen Landesamt für Denkmalpflege eingetragen.

## Geschichte
Der Ort Salzdorf wurde erstmals 819 urkundlich erwähnt, als ein Mann namens Ilprant seinen ganzen Besitz in Scalchodorf der Bischofskirche in Freising schenkte. Im Jahr 1315 wird Salzdorf mit Kirche und (heute nicht mehr vorhandenem) Friedhof erneut in einer Freisinger Diözesanmatrikel erwähnt, damals als Filiale der Pfarrei St. Petrus in Grammelkam. Erst seit 1862 oder 1867 ist Salzdorf eine Filialgemeinde der Pfarrei Heilig Blut. Der heutige Bau wurde um 1480, also in der Hochzeit der Landshuter Gotik, errichtet, das Langhaus ist aber im Kern noch romanisch. Es wurde wohl ursprünglich um 1250 erbaut. In der Barockzeit wurde die bauliche Gestalt des Gotteshauses teilweise an den herrschenden Zeitgeschmack angepasst.
Ursprünglich besaß die Kirche drei Patrozinien – St. Jodok, St. Lucia und St. Ottilia –, die alle am 13. Dezember begangen werden. Dieser Zustand änderte sich erst im 17. Jahrhundert, als ein Knabe auf die Fürsprache der heiligen Ottilia von einem Augenleiden geheilt wurde. In der Folge setzte eine Wallfahrt nach Salzdorf ein, von der noch heute versilberte Votivgaben in der Kirche zeugen. Erst im 19. Jahrhundert kam die Wallfahrt zum Erliegen. Bis heute lockt jedoch die Salzdorfer Kirchweih am zweiten Sonntag nach Michaeli (29. September) zahlreiche Menschen in das sonst so beschauliche Dorf – wenn auch längst nicht mehr so viele wie einst: Der Landshuter Chronist Alois Staudenraus berichtet aus dem Jahr 1835, dass regelmäßig rund 6.000 Personen zur Salzdorfer Kirchweih und dass „seit undenklichen Zeiten ganze Karawanen aus der Stadt hinauswandern und auf der grünen Ebene vor dem Dorfe lagern, solange das weißrote Fähnlein vom alten Sattelturm flattert“. Im Jahr 1973 erfolgte unter Pfarrer Atzenhofer eine umfassende Renovierung der Kirche – bis heute die letzte größere Maßnahme.

## Architektur

### Außenbau

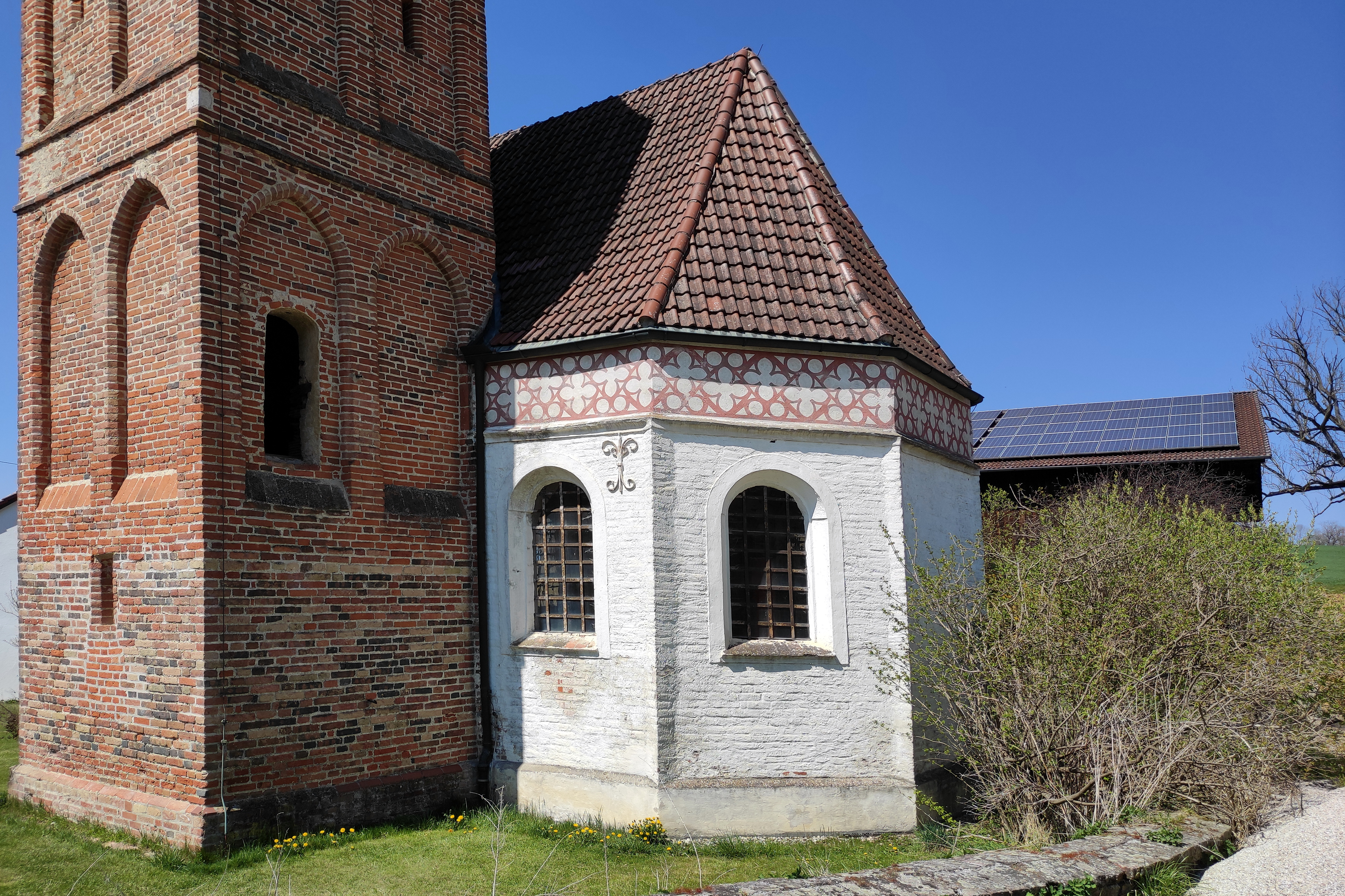
Chor der Filialkirche St. Ottilia

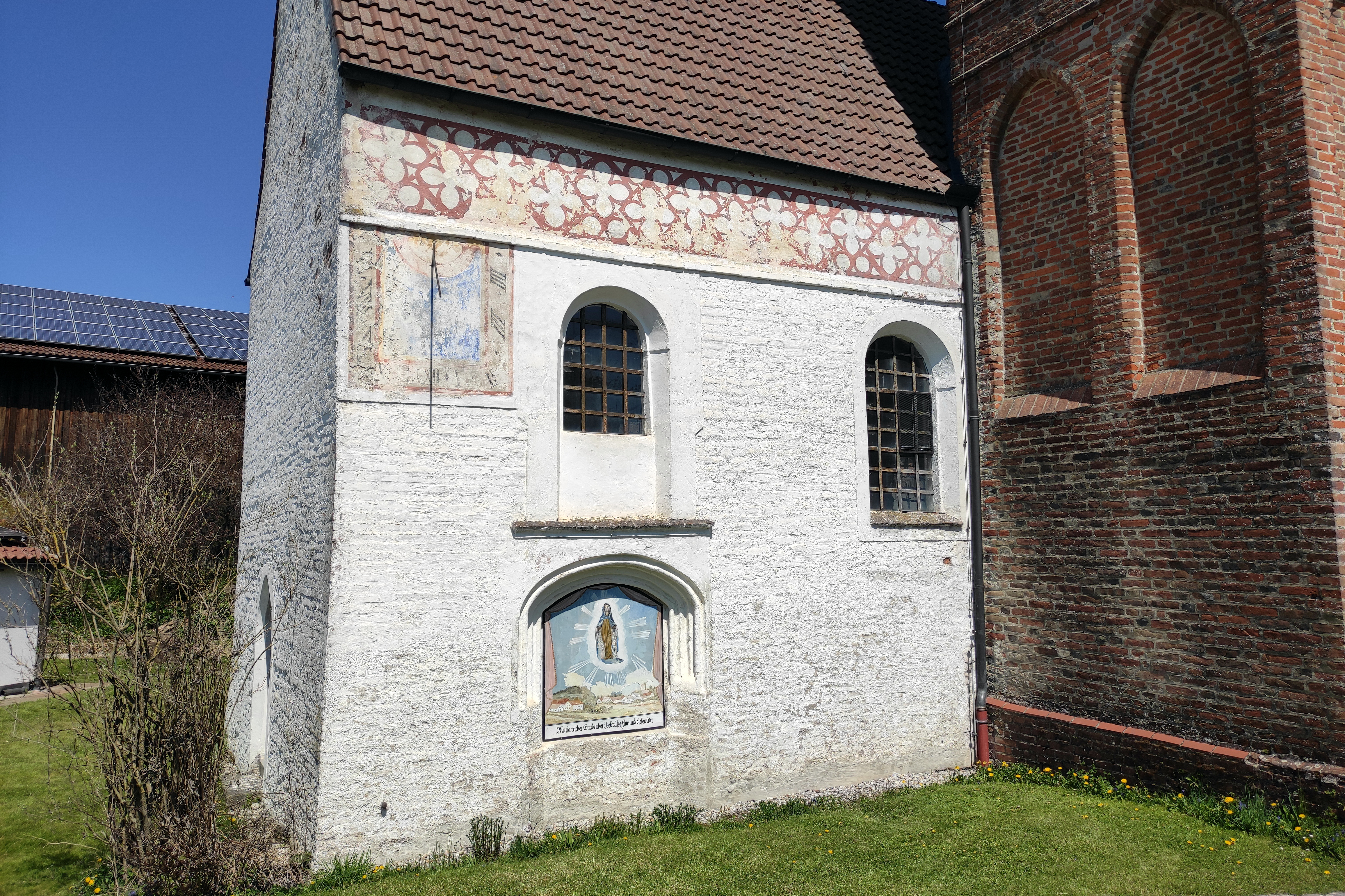
Langhaus der Filialkirche St. Ottilia

Die Filialkirche ist ein kleiner, geosteter Saalbau. Der Chor ist etwas breiter als das Langhaus und umfasst ein Joch sowie einen Fünfachtelschluss. Dabei dürfte das Langhaus bereits um 1250, also in romanischer Zeit, entstanden sein und ist im Kern noch heute erhalten. Der spätgotische Chor, der größere Abmessungen als das Langhaus besitzt, wurde erst um 1480 erbaut. Der Außenbau ist durch ein Maßwerkband in Form eines um die ganze Kirche laufenden Dachfrieses gegliedert, der als typisches Stilmerkmal der Landshuter Bauhütte gilt. Dieses ist mit Dreipass- und Fischblasenmotiven bemalt. Am Chor befinden sich außerdem Dreieckslisenen. An der Südseite des Langhauses befindet sich eine Stichbogenblende mit Rundstabprofilierung. Die ursprünglich spitzbogigen Fensteröffnungen wurden in der Barockzeit vergrößert und ausgerundet. Auf der Südseite des Turmes ist ein kleines, stichbogiges Sakristeifenster mit abgetrepptem Sturz erhalten, das wohl aus der Erbauungszeit der Kirche stammt. An der Südseite des Langhauses ist seit 1799 eine Sonnenuhr aufgemalt. Das heute einzig verbliebene Kirchenportal befindet sich auf der Westseite; das ehemalige Südportal wurde zugemauert.
Der südseitig angebaute Chorflankenturm ist spätgotisch und dürfte daher zeitgleich mit dem Chor entstanden sein. Oberhalb zweier von gefasten Spitzbogenblenden verzierter Geschosse befindet sich der Glockenstuhl, der hinter doppelt gefasten, spitzbogigen Schallöffnungen zwei Glocken aus der Erbauungszeit der Kirche enthält. Diese müssen noch heute von Hand geläutet werden. Den oberen Abschluss bildet ein einfaches Satteldach. Der Turm ist der einzige unverputzte Gebäudeteil; hier ist das gotische Backsteinmauerwerk sichtbar, während Langhaus und Chor mit einer weißen Kalkschlämme überzogen sind. Eine Besonderheit ist die Schiefstellung des Turmes; er ist um rund 60 Zentimeter nach Süden geneigt. Im Turmuntergeschoss ist die Sakristei untergebracht; in rund drei Metern Höhe, also ein Geschoss oberhalb der Sakristei, befindet sich auf der Turmostseite eine Tür, über die eine Betretung der oberen Geschosse möglich ist.

### Innenraum
Der in der Gotik wohl vergrößerte Chorraum ist mit einem aufwändigen Netzrippengewölbe ausgestattet, welches auf schwachen, gefasten Wandpfeilern mit Sechseckkonsolen in Baldachinform ruht. Auf diesen Konsolen befinden sich kurze, halbrunde Dienste, aus denen die gekehlten Gewölberippen entspringen. An den Rippenkreuzungen befinden sich runde, tellerförmige Schlusssteine, die teils aufgelegte, stumpfe Spitzschilde besitzen. Die Gewölberücklagen sind in einem Ockerton getüncht. Die gefasten Schildbogen sind nur schwach angedeutet. Bei dem Gewölbe in der Sakristei handelt es sich um ein einfaches Sternrippengewölbe mit rundem Schlussstein. Die ebenfalls gekehlten Rippen ruhen auf profilierten, runden Eckkonsolen mit vorgelegten Wappenschilden. Der Sakristeieingang ist stichbogig ausgeführt.
Den Übergang vom Chor zum Schiff vermittelt ein spitzer, an den Kanten beidseits gefaster, im Bogen beidseits gekehlter Chorbogen. Das in der Barockzeit umgestaltete Langhaus besitzt eine flache Putzdecke mit großer Hohlkehle. Im westlichen Teil des Langhauses ist eine hölzerne Empore eingezogen. Der Bereich darunter ist mit einem Abschlussgitter vom übrigen Kirchenraum abgetrennt.

## Ausstattung

### Chorraum
Zentrales Ausstattungsstück ist der Hochaltar, der die Kopie eines gotischen Altarschreins ist, die im Jahr 1973 angefertigt wurde. Zuvor befand sich an gleicher Stelle ein neugotischer Flügelaltar. Der heutige Altar enthält drei spätgotische Tonfiguren, die der zweiten Hälfte des 15. Jahrhunderts zuzuordnen sind. Mittig ist die heilige Ottilia mit einem Augenpaar dargestellt. Begleitet wird dieses ehemalige Wallfahrtsgnadenbild von Figuren der heiligen Barbara (links) und der heiligen Katharina (rechts). Auf der Predella ist ein kleines Gemälde zu sehen, das die heilige Ottilia als Schutzpatronin Salzdorfs darstellt.
Zur linken Seite des Hochaltares befindet sich die historische Orgel, die ursprünglich wohl Bestandteil der Ausstattung der Wallfahrtskapelle Maria Bründl war. An der dahinter liegenden Wand sind zwei historische Figuren angebracht: der heilige Johannes der Täufer aus der Zeit um 1520 und der heilige Jodokus aus der Barockzeit. Letzterer wurde wegen der Pilgermuschel früher oft als der heilige Jakobus d. Ä. ausgegeben. Über dem Sakristeieingang ist eine spätgotische Figur des Auferstandenen aus der Zeit nach 1500 zu sehen.

### Langhaus
Links und rechts des Chorbogens stehen anstelle von Seitenaltären lediglich zwei dreiviertel lebensgroße barocke Figuren aus der Zeit um 1700. Es handelt sich um die beiden Pestpatrone Sebastian (links) und Rochus (rechts). An der linken Langhauswand ist ein gerahmtes Leinwandgemälde aus der ersten Hälfte des 19. Jahrhunderts angebracht. Es zeigt in zehn Feldern Szenen aus dem Leben der Kirchenpatronin Ottilia. Daneben befindet sich eine Darstellung der Schutzmantelmadonna aus dem letzten Viertel des 16. Jahrhunderts. An der gegenüberliegenden Wand ist ein Gemälde aus der frühen Barockzeit zu sehen, das Maria mit den vierzehn Nothelfern zeigt. Dieses wurde im 19. Jahrhundert überarbeitet. Auf derselben Seite befindet sich anstelle des zugemauerten Südportals ein modernes Gemälde von Rudolf Scheibenzuber, das Maria als Beschützerin Salzdorfs zeigt. In der Stichbogenblende an der südlichen Außenwand befindet sich eine barocke Ortsansicht von Salzdorf, auf Blech gemalt, darüber die heilige Maria und mehrere Engel.

### Glocken
Im Turm von St. Ottilia befinden sich zwei Glocken aus der Erbauungszeit der Kirche. Die kleinere hat einen Durchmesser von 36,5 Zentimetern und ist ohne Umschrift. Die größere weist einen Durchmesser von 46 Zentimetern auf und trägt die Umschrift † sand · lvx · sand · marx in gotischen Minuskeln.